# Calliandra hirsuta
Calliandra hirsuta är en ärtväxtart som först beskrevs av George Don jr, och fick sitt nu gällande namn av George Bentham. Calliandra hirsuta ingår i släktet Calliandra och familjen ärtväxter. Inga underarter finns listade i Catalogue of Life.